# SIS755
SIS755 — чипсет для материнской платы, выпущенный фирмой SIS в 2003 году.  Предназначен на Socket 754. Поддерживал процессоры серии Athlon 64 и Sempron, ОЗУ DDR PC-3200, с порогом в  2 Гб. Использовал одноканальный контроллер памяти, встроенный в процессор.
Чипсет SIS755 был двухчиповым. Северным мостом являлся SIS755, а южным мостом — SIS964.  Для соединения северного и южного моста в SiS755 используется фирменная 16-битная двунаправленная шина MuTIOL 1G, уже достаточно давно и успешно применяемая в продуктах SiS. Особенностью этой шины является её многопоточность.  Пиковая пропускная способность MuTIOL 1G является 1.07 Гб в секунду.

## Северный мост
Северный мост (SiS755) поддерживает шину HyperTransport с пропускной способностью 1.6 Гб в секунду, для связи с процессором. То есть, в обе стороны эта шина имеет ширину 16 бит и частоту 800 МГц. Также SiS755 поддерживает необходимый для северного моста контроллер AGP 8x, архитектуру HyperStreaming,  ACR (Advanced Communications Riser), интегрированный LAN.
Основной особенностью архитектуры HyperStreaming является интеллектуальное управление потоками с продвинутыми алгоритмами арбитража конфликтных ситуаций.

## Южный мост
Южный мост (SiS964) поддерживает два канала ATA-133 и два порта Serial ATA-150. Жёсткие диски, подключаемые по шине Serial ATA, SiS964 может объединять в RAID массивы уровней 0 или 1, а также конкатенировать их, применяя режим JBOD. Поддерживается восемь портов USB 2.0, шину PCI, 10/100 Мбит LAN MAC, шестиканальный AC97 звук и прочее. Отсутствует поддержка IEEE1394, ранее в чипсетах от SIS она была.

## Поддерживаемые процессоры
- Athlon 64 (2800+ — 3400+)
- Sempron (2500+ — 3400+)